# Operacja Kiton 10
Operacja Kiton 10 (hebr. 10 מִבְצָע קִיתוֹן, Miwca Kiton 10) – izraelska operacja wojskowa przeprowadzona 26 czerwca 1970 roku w trakcie wojny na wyczerpanie, która była odpowiedzią na zwiększoną aktywność Sił Zbrojnych Syrii na Wzgórzach Golan oraz ostrzały artyleryjskie pozycji Sił Obronnych Izraela od maja 1970 roku. Operacja była punktem kulminacyjnym trwającej od 24 do 26 czerwca tzw. wojny trzydniowej.          
W jej trakcie Izraelczycy zaatakowali i zdobyli pięć syryjskich umocnionych punktów na Wzgórzach Golan, niszcząc jednocześnie znajdujące się tam bunkry, sprzęt i umocnienia. Syryjczycy odpowiedzieli niespodziewanym dla izraelskiego dowództwa kontratakiem na izraelskie umocnienia na zajętym przez Izrael obszarze Wzgórz Golan. Operacja trwała jeden dzień, przynosząc straty po obu stronach. Jej skutki sprawiły jednak, że pomiędzy Syrią a Izraelem doszło do zawieszenia działań zbrojnych do czasu zakończenia wojny na wyczerpanie.

## Tło wydarzeń

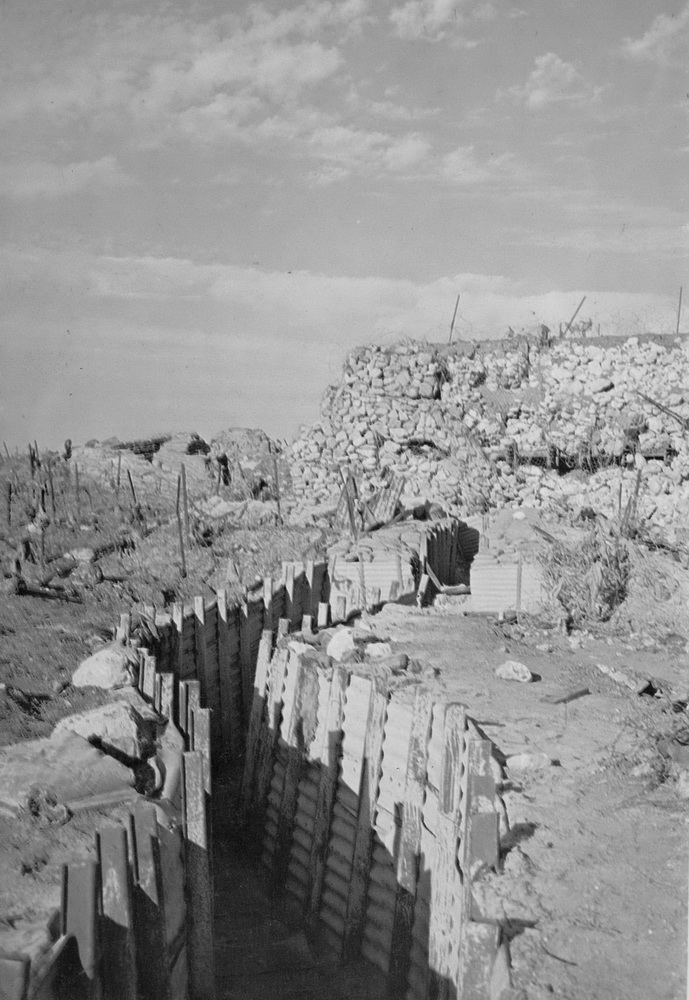
Izraelska linia Bar-Lewa wzdłuż wschodniego wybrzeża Kanału Sueskiego

Koniec wojny sześciodniowej w 1967 roku nie stanowił zakończenia konfliktu arabsko-izraelskiego. Państwa arabskie nie mogły się pogodzić ze zwycięstwem Izraela oraz ze wzrostem jego pozycji w regionie. We wrześniu 1967 roku odbyła się konferencja w Chartumie, na której do głosu doszli zwolennicy prowadzenia zdecydowanej polityki wobec Izraela. Uznali, że nie można prowadzić żadnych negocjacji i rozmów pokojowych z politykami izraelskimi. Egipcjanie nie pogodzili się ze stratą Synaju, a Izrael nie akceptował postanowień Rezolucji Rady Bezpieczeństwa ONZ nr 242 nakazującej mu zwrot zdobytych terytoriów. W wyniku napięć politycznych doszło początkowo do pojedynczych, później regularnych, ostrzałów pozycji jednej i drugiej strony nad Kanałem Sueskim. Toczący się od 1967 do 1970 roku konflikt nazwany został wojną na wyczerpanie. Gamal Abdel Naser wierzył, że przedłużający się zatarg doprowadzi do osłabienia Izraela. W trakcie konfliktu dochodziło do operacji desantowych, naruszeń przestrzeni powietrznych, ostrzałów i wypadów komandosów na tyły wroga. Egipt chciał przez to utrzymać zainteresowanie międzynarodowe sytuacją nad Kanałem Sueskim i zyskać sojuszników. Naser otrzymał szeroką pomoc wojskową ze Związku Radzieckiego. Z kolei Izrael nie chciał pokazać słabości i wycofać się z pozycji na zachodzie Synaju mimo strat wśród żołnierzy stacjonujących na linii Bar-Lewa. Obszar walk w trakcie wojny na wyczerpanie był również poligonem doświadczalnym dla nowego sprzętu amerykańskiego i radzieckiego.

## Przygotowania do operacji
W trakcie wojny na wyczerpanie front izraelsko-syryjski, w przeciwieństwie do izraelsko-egipskiego, charakteryzował się niskim natężeniem działań zbrojnych. W latach 1968–1970 Damaszek, w kontrolowany przez siebie sposób, umożliwiał OWP i Fatahowi ataki na Izrael. Dopiero od 1970 roku Syria zintensyfikowała działania na Wzgórzach Golan. Ataki nasiliły się w okresie maja i czerwca. 24 czerwca doszło do zmasowanego ostrzału artyleryjskiego na wszystkie izraelskie posterunki i punkty obserwacyjne. Doszło także do próby ataku siłami pancernymi i piechoty zmechanizowanej na dwa posterunki Sił Obronnych Izraela. Wydarzenie to skłoniło izraelskie dowództwo do zaplanowania zdecydowanej, odwetowej operacji.

### Obszar operacji
Dowództwo Północne zaplanowało, że atak zostanie przeprowadzony na południe od Tell al-Faras (izraelska nazwa Har Peres) na obszarze od drogi naftowej na północy po wadi Rukad (izraelska nazwa Nachal Rukad/Rukad) na południu. W tym obszarze Syryjczycy posiadali trzy umocnione stanowiska: Cida, El Chanut, Arba’at ha-Batim. 

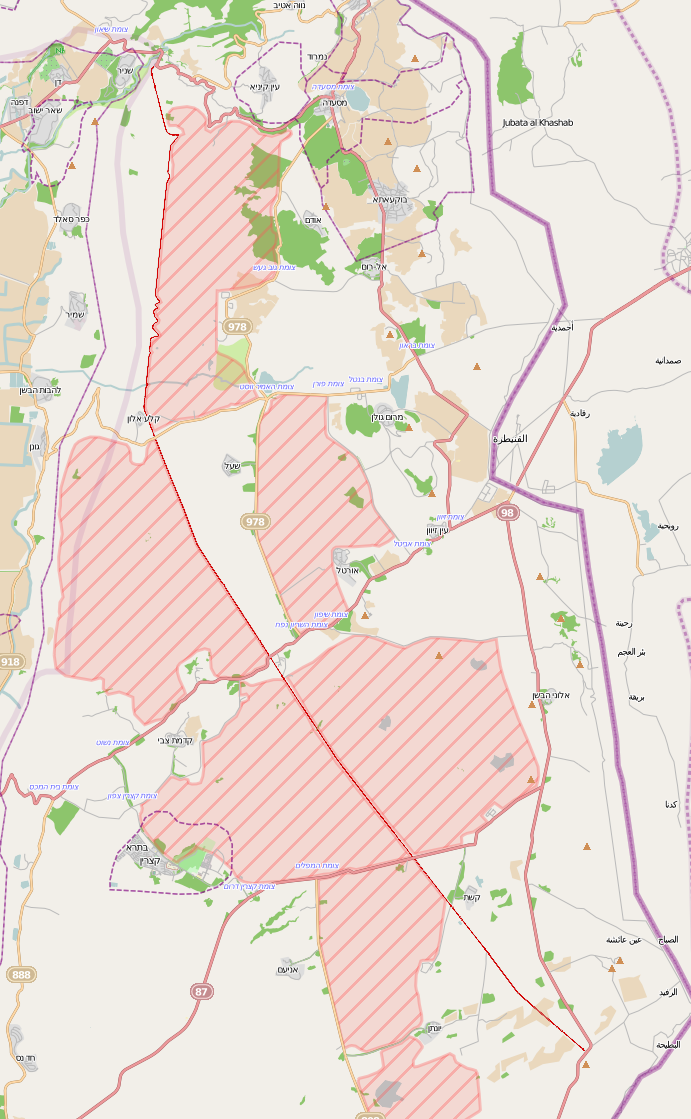
Przebieg drogi naftowej przez Wzgórza Golan (zaznaczona czerwoną linią)
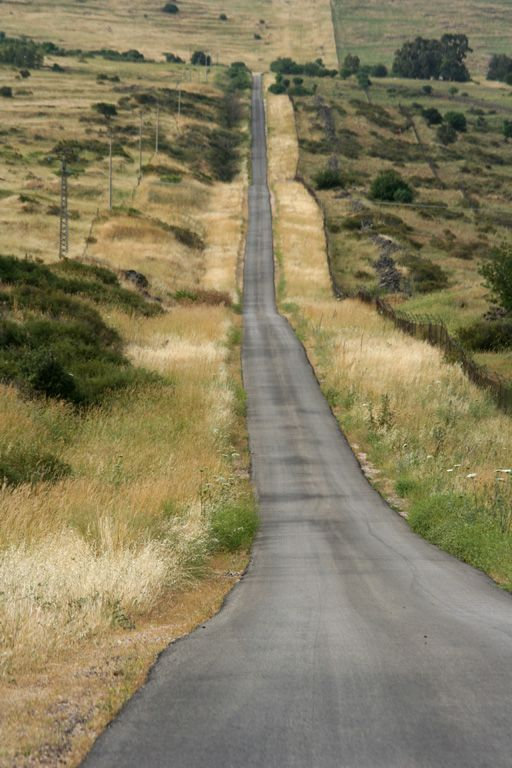
Droga naftowa
Nachal Rukad (zaznaczony niebieską linią z hebrajskim podpisem רוקאד)
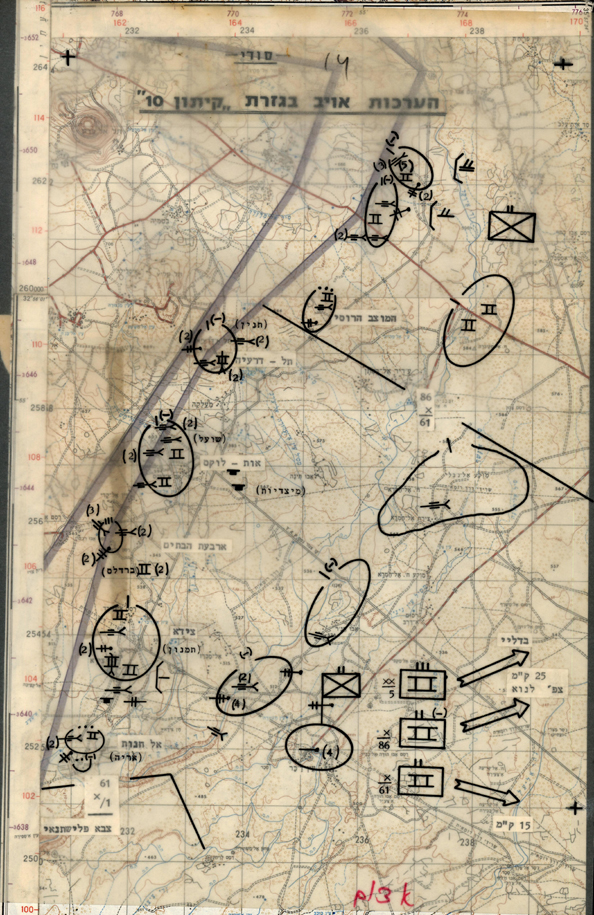
Izraelska mapa operacji. Atakowane syryjskie umocnienia to trzy nazwy od dołu: אל חנות, צידא, ארבעת הבתים.

### Plan operacji
Do przeprowadzenia operacji wytypowano 188 Brygadę Pancerną podległą Dowództwu Północnemu. Wsparcia nacierającym siłom miały udzielić Korpus Inżynieryjny, artyleria oraz Siły Powietrzne Izraela.
Atakujący zostali podzieleni na następujące grupy:
- A – oddział pancerno-inżynieryjny. Miał za zadanie skierować się ku umocnieniom Arba’at ha-Batim w celu ich zdobycia i wysadzenia,
- B – oddział pancerny. Jego głównym przeznaczeniem było zdobycie Cidy i El Chanut, następnie blokada drogi prowadzącej z Cidy na wschód przed ewentualnymi posiłkami oraz zniszczenie syryjskiej artylerii,
- C – oddział pancerny. Miał poruszać się za grupami A i B, a następnie służyć im wsparciem,
- D – oddział pancerny. Wsparcie dla grup atakujących północną część odcinka natarcia,
- E – oddział pancerny. Wsparcie i rezerwa dla operacji,
- Inżynieryjna – rozminowywanie pól minowych, wysadzanie umocnień, przygotowywanie dróg dla nacierających oddziałów.

Natarcie zostało podzielone na trzy fazy:
- Faza pierwsza zakładała nawałę ogniową na pozycje nieprzyjaciela. Miały ją przeprowadzić siły pancerne i artyleria. Ta druga, wraz z lotnictwem, miała także ostrzelać pozycje nieprzyjaciela w głębi terytorium, aby zdezorganizować i osłabić jednostki mogące przyjść z pomocą broniącym się umocnieniom,
- Faza druga miała być już natarciem sił naziemnych przy wsparciu artyleryjskim. W szpicy natarcia miały poruszać się czołgi, za nimi, w odpowiedniej odległości miała poruszać się piechota zmechanizowana, aby pozostawać poza ogniem nieprzyjaciela, który koncentrowałby się na czołgach. Następnie czołgi miałyby zaatakować umocnienia i wkroczyć za ich linie,
- Faza trzecia miała stanowić zajmowanie i oczyszczanie przez czołgi i piechotę zmotoryzowaną umocnień. Siły inżynieryjne miałyby w tym czasie zabezpieczyć obszar operacji i przystąpić do wysadzania umocnień, bunkrów i zabudowań wojskowych.

## Przebieg operacji
26 czerwca o godzinie 09:00 izraelskie samoloty Mirage III rozpoczęły naloty na syryjskie umocnienia, obozy, baterie artylerii i czołgi. Godzinę później doszło do pierwszych starć powietrznych między izraelskimi Mirage’ami a syryjskimi samolotami MiG-21. W ich trakcie doszło do strat po obu stronach. Zestrzelono jednego MiGa-21, a także Mirage’a. Ten drugi spadł na terytorium Syrii, jednak jego pilot zdążył się katapultować i dostał się do niewoli syryjskiej. Naloty spowodowały szkody w sześciu umocnionych punktach, które nie były celem izraelskiego ataku. W trakcie powietrznych walk doszło do ostrzelania, w okolicach Damaszku, cywilnego samolotu linii Alitalia lecącego z Teheranu do Bejrutu. Rakieta uszkodziła samolot. Szkody nie były poważne i pilotowi udało się wykonać lądowanie ze 104 pasażerami na pokładzie w Bejrucie. Szef syryjskiego lotnictwa cywilnego Nahedh al‐Khani oskarżył o to Izraelczyków. Strona izraelska podała za to, że samolot Alitalii został ostrzelany przez samolot MiG-17 jeszcze w głębi terytorium Syrii. Z kolei pilot samolotu pasażerskiego zeznał, że atak został wykonany z dalekiej odległości i w trakcie lotu nie widział żadnych myśliwców.  
Po trzech godzinach nalotów Izraelczycy ostrzelali pozycje Syryjczyków artylerią, co spotkało się z taką samą odpowiedzią strony syryjskiej. O godzinie 12:30 izraelskie siły pancerne (30 czołgów) i zmechanizowane otrzymały zgodę na atak według założonego planu. Jako pierwszy ogień otwarł umocniony punkt w Cidzie i skupione wokół niego punkty obserwacyjne. Nie spowodowało to wyhamowania ataku, ale Izraelczycy byli zmuszeni wezwać wsparcie lotnicze, aby osłabić opór syryjski. W pewnym momencie natarcie się zatrzymało i czołgi rozpoczęły ostrzał umocnień i bunkrów. Osłabiło to opór obrońców i pozwoliło jednostkom inżynieryjnym na wysadzanie przeszkód skalnych, które znajdowały się na drodze sił izraelskich.  
Pierwszymi siłami na terytorium syryjskim były oddziały z grupy A. Wówczas nadszedł rozkaz, aby jeden czołg skierował się do zabezpieczenia kierunku ataku na Cidę, a trzy czołgi miały zaatakować Arba’at ha-Batim. Posterunek udało się zdobyć i oczyścić w 15 minut. Opór syryjski był tu znikomy ze względu na wcześniejsze ataki artyleryjskie i powietrzne. Obrońcy, którzy znajdowali się na miejscu poddali się, a wkraczająca piechota zmechanizowana rozpoczęła wysadzanie umocnień i bunkrów. Następnie czołgi miały udać się do zablokowania drogi naftowej. Obszar Cidy stawiał zacięty opór siłom izraelskim ogniem artyleryjskim i przeciwpancernym. Chcąc uniknąć dużych strat oddziały przyporządkowane do grupy B wezwały na pomoc lotnictwo. Ponadto zadecydowano o przydzieleniu atakującym wsparcia czołgów z grup będących rezerwą dla operacji. Dzięki wsparciu artylerii i lotnictwa Izraelczykom udało się osłabić ogień przeciwpancerny punktu oporu i wkroczyć do Cidy. Tam wzięto do niewoli pozostałych przy życiu żołnierzy oraz zaczęto wysadzać bunkry i stanowiska artylerii ppanc. Jednym z takich stanowisk był czołg T-34 pozbawiony gąsienic i częściowo wkopany w ziemię. Następnie wojska skierowano na południe, w kierunku El Chanut, gdzie umocnienia okazały się słabsze, a obrona opierała się na dziale bezodrzutowym, kilku bunkrach, okopach i wale ziemnym.  
O godzinie 14:30 izraelskie dowództwo operacji postanowiło przeprowadzić dodatkowe uderzenia na punkty Umm Luks i Tell Darja, które znajdowały się na północ od obszaru operacji. Walki o nie obejmowały starcia pancerne i ostrzały artyleryjskie. W Tell Darja udało się zdobyć Izraelczykom nienaruszone działo samobieżne SU-100, które zostało przetransportowane do Izraela wraz z syryjskimi jeńcami. Krótko po zdobyciu obu umocnień w obszar operacji zaczęła nadciągać syryjska odsiecz w postaci sił pancernych (około 70 czołgów), które kierowały się w stronę punktów izraelskich. W związku z tym izraelskim czołgom nakazano powrót w kierunku kraju i uderzenie na siły syryjskie. Obsadom izraelskich punktów na Wzgórzach Golan nakazano pozostać na miejscu i przygotować zasadzki na Syryjczyków i powstrzymanie ich natarcia do czasu powrotu oddziałów pancernych z Syrii. Około godziny 16:30 izraelskie czołgi zaatakowały od tyłu syryjskie natarcie.     

## Rezultat
„Kiton 10” została uznana za jedną z największych operacji wojskowych przeciw Syrii. Podkreślono w niej skuteczność współdziałania sił pancernych, artylerii i lotnictwa. Izraelskie źródła wskazują, że operacja ta przyczyniła się do wstrzymania działań zbrojnych pomiędzy Izraelem a Syrią do czasu zakończenia wojny na wyczerpanie. Przebieg operacji zaskoczył Izraelczyków pod dwoma względami. Po pierwsze, dowództwo nie spodziewało się łatwego przełamania linii obrony syryjskiej. Dlatego w godzinach popołudniowych zdecydowano się na atak Umm Luks i Tell Darja. Po drugie, Izraelczycy nie spodziewali się syryjskiego kontrataku pancernego w centralnym obszarze Wzgórz Golan.
W rezultacie operacji Izraelczycy zniszczyli 36 syryjskich czołgów, 20 dział ppanc., dział bezodrzutowych, stanowisk ciężkich karabinów maszynowych oraz wysadzili 49 bunkrów. Zestrzelono także 4 samoloty syryjskie. Do niewoli izraelskiej dostało się 38 Syryjczyków. Izraelczycy zdobyli także działo samobieżne SU-100 i armatę ppanc. kalibru 57 mm. Po stronie izraelskiej zginęło 10 żołnierzy, a 27 zostało rannych. Uszkodzone zostały trzy czołgi, a jeden samolot Mirage III został zestrzelony.  
9 czerwca 1973 roku doszło do wymiany więźniów. Izrael wypuścił 46 syryjskich jeńców (w tym 38 żołnierzy pojmanych podczas operacji) w zamian za trzech pilotów, w tym tego, który katapultował się z Mirage’a.   